# George Woods (Leichtathlet)
George Roger Woods (* 11. Februar 1943 in Portageville, Missouri; † 30. August 2022 in Edwardsville, Illinois) war ein US-amerikanischer Kugelstoßer, der zwei olympische Medaillen gewann.
Als Student der Southern Illinois University Carbondale wurde er bei den NCAA-Meisterschaften 1964 Zweiter und siegte 1966 in der Halle. Fünfmal gewann er die US-amerikanischen Hallenmeisterschaften (1965, 1967–1969, 1973) und einmal die offenen französischen Meisterschaften (1974).
Bei den Olympischen Spielen 1968 in Mexiko-Stadt errang Woods mit einer Weite von 20,12 m die Silbermedaille hinter seinem Landsmann Randy Matson (20,54 m) und vor Eduard Guschtschin aus der Sowjetunion (20,09 m). Dieselbe Platzierung erzielte er vier Jahre später in einem äußerst engen Wettkampf bei den Olympischen Spielen 1972 in München. Mit seiner im letzten Versuch gestoßenen Weite von 21,17 m fehlte ihm nur ein Zentimeter auf den polnischen Olympiasieger Władysław Komar. Gleichzeitig betrug sein Vorsprung auf den ostdeutschen Bronzemedaillengewinner Hartmut Briesenick auch nur drei Zentimeter. Bei seiner dritten und letzten Olympiateilnahme 1976 in Montreal wurde Woods Siebter.
Woods erzielte sechs Hallenweltrekorde im Kugelstoßen. Seine Karrierebestleistung von 22,02 m erzielte er am 8. Februar 1974. Damit übertraf er den damals bestehenden Freiluftweltrekord seines Landsmanns Al Feuerbach um 20 Zentimeter.
George Woods war 1,88 m und wog in seiner aktiven Zeit 136 kg. Nach seiner leistungssportlichen Karriere arbeitete er als Studienberater an der Southern Illinois University. 2007 wurde er in die Hall of Fame des US-Leichtathletik-Verbands USATF aufgenommen.

## Bestleistungen
- Kugelstoßen: 21,63 m, 22. Mai 1976, Modesto
  - Halle: 22,02 m, 8. Februar 1974, Inglewood (ehemaliger Weltrekord)